# Français d'Alsace
Pour les articles homonymes, voir Alsace (homonymie).
 (septembre 2014).
Si vous disposez d'ouvrages ou d'articles de référence ou si vous connaissez des sites web de qualité traitant du thème abordé ici, merci de compléter l'article en donnant les références utiles à sa vérifiabilité et en les liant à la section « Notes et références ».
 (juin 2015).
- Si vous ne connaissez pas le sujet, laissez ce bandeau (vous pouvez alors contacter les auteurs).
- Si vous supprimez le contenu mis en cause (vous pouvez préalablement contacter les auteurs),

argumentez précisément cette suppression dans la page de discussion
(un manque de référence n'est pas un argument ; une recherche réelle de référence doit avoir été effectuée, être formellement documentée).
Le français d'Alsace est une forme de français dont les tournures sont influencées par la langue alsacienne. Le français de Moselle (de Moselle-Est plus particulièrement) qui, lui, est influencé par le francique lorrain, comporte des similitudes avec le français d'Alsace.

## Prononciation
L'accent alsacien se caractérise par une accentuation lexicale très marquée de la première syllabe des mots, au lieu de l'accentuation syntaxique du français standard qui accentue la dernière syllabe de chaque proposition. On observe également une prononciation très fermée des voyelles /o/ et /ø/ et une certaine dénasalisation. Enfin, à l'instar de l'accent allemand, certains sons sont parfois dévoisés, notamment les phonèmes /ʒ/, /b/ et /v/ réalisés respectivement [ʃ], [p] et [f].
De façon plus marginale, on observe également une diphtongaison des interjections monosyllabaires ; ainsi on entend : [io] et [iø] pour « oh ! » et « euh ! ».[réf. souhaitée]
Toutes ces particularités proviennent du substrat alsacien, langue germanique, dont les formes archaïques se rapprochent parfois de l'ancien allemand.
À noter également qu'en Alsace, le mot « oui » est parfois prononcé [ɥi].

## Lexique
Le français d'Alsace est marqué par le phénomène de calques germaniques. Ainsi on trouvera par exemple l'expression « manteau de pluie » (Regenmantel) pour un « imperméable ». On observe également un usage des pronoms et des prépositions différents de l'usage usuel du français.
On entend les tournures : « Ils ne viennent pas avec… » (sie kommen nicht mit… du verbe à particule séparable allemand mitkommen) et également « demander quelqu'un » au lieu de « demander à quelqu'un » (traduction littérale de jemanden fragen). Les locutions « comme dit », « là il est » sont calqués sur la syntaxe germanique. Enfin, sous l'influence de l'allemand doch, le mot « donc » s'emploie souvent au sens de « pourtant » (au cas de « Tu ne le sais pas ? Je te l'ai donc dit ! »). On trouve également des traductions littérales comme « bleuter » (de l'expression allemande blau machen) pour « faire l'école buissonnière » ; les personnes âgées emploient également « ça donne » (de l'expression allemande es gibt) pour « il y a » ; « comme dit » (de l'allemand wie gesagt) utilisé comme « comme il a été dit précédemment ».
Les téléviseurs et les ampoules ne « brûlent » plus quand ils ne fonctionnent plus. On dit également « fermer » à la place d'« éteindre », par exemple dans : « Je ferme la lumière. ».
Lorsqu'il y a du courant d'air, on dit que « ça tire » (de l'allemand es zieht). Si tout va bien, on peut dire que « c'est en ordre » (de l'allemand in Ordnung).

## Emprunts à l'alsacien
Plusieurs mots alsaciens sont utilisés même par les francophones et les Français issus de l'immigration vivant en Alsace, sans même avoir conscience de leur origine dialectale.
Sans entrer dans les détails de la gastronomie, on retrouve :
- le Baeckeoffe ou Baeckaoffa ;
- le Mannele ou Mannala ;
- les Bredele ou Bredala ;
- le Berewecke ou Berawecka ;
- la Flammekueche ou Flommakuacha.

La liste ci-dessous regroupe les principaux termes spécifiques au français d'Alsace :
- le « schluck » : la gorgée ;
- le « schlüch » : le tuyau d'arrosage (prononcé /ʃlyʃ/ ou /ʃlyχ/ selon les régions) ;
- le « stück » /ʃtyk/ : traduction de « morceau » qui peut aussi désigner un immeuble imposant, une fille canon, un homme bien bâti ;
- le « schlass » : un couteau ;
- le « spritz » /ʃpʁiʦ/ : un vaporisateur (notamment le lave-glace de la voiture), et le verbe « spritzer», « vaporiser» (peut également désigner certains petits gâteaux) ;
- le « bichele » /bi.ʃa.lə/ ou bichala : la manique ;
- le « zehnerclock » /tse.nœʁ.klɔk/ : les sons de cloche de vingt-deux heures sonnés à la cathédrale tous les soirs ;
- être « fresch » /fʁaχ/ en haut-rhinois ou /fʁɛʃ/ en bas-rhinois : être effronté ;
- être « schlass » : littéralement mou, ratatiné, utilisé comme ailleurs dans le sens de « fatigué », mais signifiant également « un peu ivre » ;
- le « Schnock » /ʃno:k/ : le moustique ;
- le « Schnock » /ʃnɔk/ : être sénile ;
- les « Schlapa » ou « Schlop » : les pantoufles.

À noter, trois interjections : 
- « hopla ! » : signifie « en avant », « allons-y », « c'est parti ». À noter également que « hopla ! » peut servir à s'excuser pour un fait malencontreux, présent aussi en allemand (hoppla).
- « gæll ? » ou « gall ? » : appuie une interrogation, équivalent de hein ? ou n'est-ce pas ?, présent aussi dans les dialectes alémaniques d'Allemagne du Sud et de Suisse.
- «  jo ! » : à prononcer -yo- (avec un -o- long), interjection marquant l'étonnement, le doute, la surprise, l'acquiescement, le refus aussi bien que la déception et l'exaspération. Il est assez difficile d'en traduire la valeur, puisque tout dépend de l'intonation qui lui est donnée.